# روزی که خواستگار آمد
روزی که خواستگار آمد فیلمی در ژانر کمدی به کارگردانی فریال بهزاد و نویسندگی حمیدرضا حافظی و احمد خداکریم ساختهٔ سال ۱۳۷۵ است. این فیلم داستان «بهرام دشتبان» (محمدعلی کشاورز) و همسرش «اخترالملوک» (حمیده خیرآبادی) است که بخاطر اختلاف تصمیم به جدایی می‌گیرند. اما با ورود یک خواستگار محترم (حسن جوهرچی) برای دخترشان، ماجرا شکلی دیگر پیدا می‌کند.

## بازیگران
- محمدعلی کشاورز
- حسن جوهرچی
- حمیده خیرآبادی
- نیلوفر محمودی
- علی‌اکبر طوفان‌پناه
- اکبر اظفرنیام
- فریبا متخصص
- فرحناز منافی ظاهر
- مهوش وقاری
- حشمت اله آرمیده
- مونا زاهد
- پروین میکده
- همایون حمزه‌ای
- شراره شیشوان
- آرش رضایی
- پوریا پوربهرامی